# Eureka Seven: AO
Eureka Seven: AO (яп. エウレカセブンAO эурэка сэбун эй о:) или Eureka Seven: Astral Ocean — аниме студии Bones. В основу сериала легла манга Юити Като. Является сиквелом Eureka 7.
22 декабря 2011 года, ежемесячный журнал Shonen Ace анонсировал сиквел-мангу под названием «Eureka Seven: Ao», которая начала выходить 26 января. В тот же день была анонсирована аниме-адаптация, которая появилась на экранах MBS 12 апреля.
Изначально последние эпизоды сериала должны были транслировать 27 сентября 2012 года, но были перенесены на две недели из-за Летних Олимпийских игр. Последние две серии были показаны 19 ноября.

## Сюжет
Eureka Seven: Astral Ocean — это история, развернувшаяся в 2025 году на небольшом острове Ивадо, который борется за свою независимость от Окинавы, Японии и Китая. Там живет старый доктор Тосио вместе с 13-летним парнишкой Ао Фукаи, которого в детстве, за 10 лет назад до начала событий, покинула мать. Недалеко от Ао живёт его подруга — Нару Арата, получившая во время несчастного случая в детстве мистическую силу Юта.
В день первого учебного дня в средней школе, на Ивадо появляется Джи-монстр, ещё именуемый Secret’ом, и начинает разносить остров без намека на чувства или жалость. В Ао просыпаются «воспоминания из прошлого» и он, попав на корабль Японского флота, активирует прототип LFO «Нирваш». Но даже после спасения многих жителей, островитяне отворачиваются от него и он решает примкнуть к команде «Крысолов», дабы узнать побольше о своих родителях и собственном происхождении.

## Музыка
Открывающие темы (opening)
- «Escape» от Hemenway
- "Bravelue" (яп. ブレイブルー Bureiburū) от FLOW

Закрывающие темы (ending)
- «stand by me» от Stereopony
- "Iolite" (яп. アイオライト Aioraito) от joy

Музыка, звучавшая в отдельных сериях сериала (insert songs)
- «Parallel Sign» от LAMA
- «Mirror Mirror» от Nakamura Koji